# Saint-Malo Aglomeració
La Saint-Malo Aglomeració (en bretó Kumuniezh tolpad-kêrioù Sant-Maloù) és una estructura intercomunal francesa, situada al departament de l'Ille i Vilaine a la regió Bretanya, al País de Saint-Malo. Té una extensió de 245,89 kilòmetres quadrats i una població de 81.415 habitants (2007).

## Composició
Agrupa 18 comunes :
| Comuna                        | Població  | Delegats |
| ----------------------------- | --------- | -------- |
| Cancale                       | 5 293 h.  |          |
| Châteauneuf-d'Ille-et-Vilaine | 1 064 h.  |          |
| La Fresnais                   | 2 121 h.  |          |
| La Gouesnière                 | 1 645 h.  |          |
| Hirel                         | 1 335 h.  |          |
| Lillemer                      | 254 h.    |          |
| Miniac-Morvan                 | 3 354 h.  |          |
| Plerguer                      | 2 175 h.  |          |
| Saint-Benoît-des-Ondes        | 1 105 h.  |          |
| Saint-Coulomb                 | 2 348 h.  |          |
| Saint-Guinoux                 | 919 h.    |          |
| Saint-Jouan-des-Guérets       | 2 686 h.  |          |
| Sant-Maloù                    | 48 563 h. |          |
| Saint-Méloir-des-Ondes        | 3 480 h.  |          |
| Saint-Père-Marc-en-Poulet     | 2 178 h.  |          |
| Saint-Suliac                  | 930 h.    |          |
| Le Tronchet                   | 978 h.    |          |
| La Ville-ès-Nonais            | 987 h.    |          |

Font: INSEE cens 2009 (poblacions municipals el 01/01/2007)

## Administració
| Data d'elecció                            | Identitat         | Partit | Qualitat |
| ----------------------------------------- | ----------------- | ------ | -------- |
| 1997-2001                                 | Emmanuel Chérel   |        |          |
| 2001-2007                                 | René Couanau      | (PS)   |          |
| 2007-                                     | Henri-Jean Lebeau |        |          |
| Les dades anteriors no són pas conegudes. |                   |        |          |